# 桌布 (使用者介面)

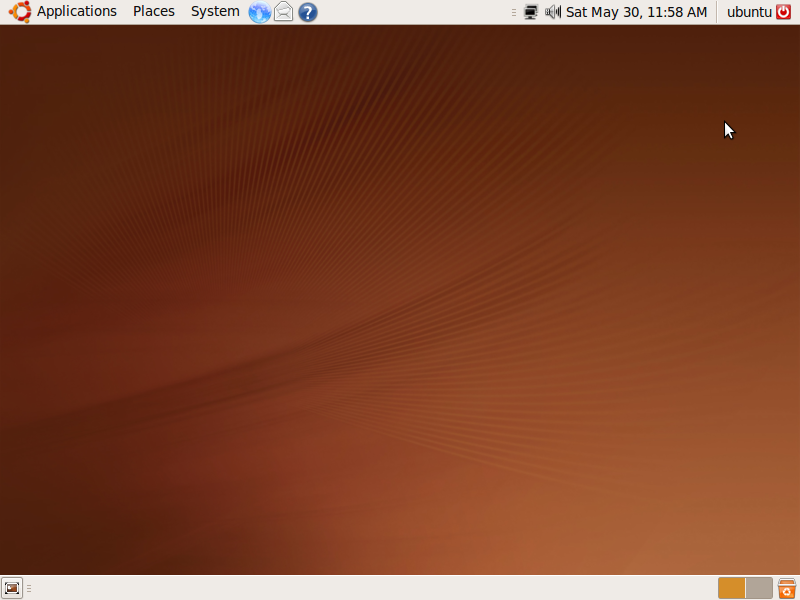
一張Ubuntu操作系統背景

桌布，又稱桌布或桌面背景，是在桌面上可以隨意個性化的圖片，相類似的還有：鼠標指針與螢幕保護裝置。電腦壁紙用於Microsoft Windows與Mac OS等操作系統。此詞是描述一個重複去填滿頁面的圖片。电脑屏幕是人和电脑对话的主要入口，也是人机交互的图形用户界面（人機介面），它主要分成：常用图标、系统菜单、任务栏以及背景图片。
随着电脑技术的发展，从黑白屏到彩屏，电脑的待机桌面不再由单一的颜色所组成，而是可以用一张图片来替换，这张壁纸便称之为电脑壁纸。电脑壁纸是电脑屏幕所使用的背景图片，可以根据大小和分辨率来做相应调整。